# Iñaki Ordoñez
José Ignacio Ordoñez Mañas, meist Iñaki Ordoñez, (* 20. August 1968) ist ein ehemaliger spanischer Handballspieler.

## Karriere

### Verein
Der 2,03 m große rechte Rückraumspieler stammt aus der Jugendabteilung von SCDR Anaitasuna. In der Saison 1989/90 verpasste er mit Anaitasuna als Tabellendritter knapp den Aufstieg in die erste spanische Liga. Über eine Station in Madrid kam er zu Bidasoa Irún, mit dem er in der Saison 1994/95 die spanische Liga ASOBAL und die EHF Champions League gewann, in der Saison 1995/96 die Supercopa Asobal und die Copa del Rey sowie in der Saison 1996/97 den Europapokal der Pokalsieger. Im Sommer 1997 verpflichtete ihn der deutsche Bundesligist SG VfL/BHW Hameln, der vom ehemaligen Irún-Profi Alfreð Gíslason trainiert wurde. Mit Hameln musste er nach der Spielzeit 1997/98 in die 2. Handball-Bundesliga absteigen. In der Saison 1999/2000 gelang der Wiederaufstieg als Meister der Staffel Nord unter Trainer Michael Biegler. Anschließend kehrte er in seine Heimat zum spanischen Vizemeister Ademar León zurück. In der Saison 2000/01 wurde er mit León spanischer Meister und erreichte die Finalspiele im Europapokal der Pokalsieger, in denen man der SG Flensburg-Handewitt unterlag. Ab 2001 lief er noch einmal für Bidasoa auf.
Nach seinem Karriereende trainierte Ordoñez örtliche Jugendmannschaften und arbeitete als Sicherheitsmann in einer Bar.

### Nationalmannschaft
Mit der spanischen Juniorennationalmannschaft gewann Ordoñez die Silbermedaille bei der U-21-Weltmeisterschaft 1989. Zudem nahm er mit den Junioren an den Mittelmeerspielen 1993 teil.
In der spanischen A-Nationalmannschaft debütierte Ordoñez beim 26:25 gegen Polen am 27. Juni 1989 in Pamplona. 1990 und 1994 nahm er mit Spanien an den Goodwill Games teil. Die Weltmeisterschaft 1995 sollte sein einziges großes Turnier sein. Dort warf der defensivstarke Linkshänder vier Tore in neun Partien und belegte mit der Selección den elften Platz. Es waren zudem seine letzten von insgesamt 39 Länderspielen, in denen er 40 Tore erzielte.